# Zia Tatana
Zia Tatana Faragone è una composizione del poeta nuorese Francesco Ganga (noto Predischedda), i suoi versi divennero un canto d'autore di ispirazione folklorica grazie al noto brano corale adottato sin dalle prime apparizioni nel repertorio dal Coro di Nuoro. 
Nel 1955 lo stesso coro,  oltre a No potho reposare, aveva presentato il brano nella trasmissione radiofonica “Campanile d'oro”, con l'arrangiamento di Banneddu Ruiu; nel 1971 lo incluse nell'LP Adios Nugoro amada con l'arrangiamento di Gian Paolo Mele.

## Storia e contenuto
Il brano Zia Tatana fu composto da Francesco Ganga ai primi del Novecento. Zia Tatana (che in realtà si chiamava Giuseppa Giordano) era colei che gestiva una rivendita di vino nella cittadina. Secondo quanto racconta Salvatore Satta nel suo romanzo autobiografico pubblicato postumo Zia Tatana sarebbe invece Sebastiana, proprietaria di una delle vigne in collina. Il poeta, con questi versi, intendeva commemorare le sue avventure bacchiche ed inneggiare al vino che era talmente buono per cui lui giurava che non avrebbe mai più bevuto acqua per tutto il resto della vita. L'accompagnamento musicale è quello dei canti sacri del gosos che viene utilizzato in maniera goliardica per dare solennità al suo giuramento.

## Testo
Zia Tatana 
	
(quartetta caudata)
«Sa fide la professo 
	
chind’una diminzana, 
	
de cudd’e zia Tatana 
	
Faragone. 

Custu est unu sermone 
	
chene contu nen capu, 
	
Chirone conca ‘e napu,
	
canzilleri. 

Sa pinna ei su tinteri 
	
pro fachere un’iscrittu 
	
a forza ‘e ghiraittu
	
imbrasiau. 

Ca so’ che boe muscau 
	
che pruvera nigheddu 
	
ca finzas su cherbeddu
	
happ’impinnau.

Mi falet unu raju, 
	
unu raju mi falet!
	
Si torro a biber abba
	
in bida mea.»

## Altri interpreti
- Coro Barbagia
- Coro Canarajos

## Discografia
- 1966 Sardegna canta e prega, Coro Barbagia
- 1971 - "Adios Nugoro amada", Coro di Nuoro, Joker  – (SM 3291)
- 1976, Canti della Sardegna, Coro Barbagia